# كلارنس جي. بورتون
كلارنس جي. بورتون (بالإنجليزية: Clarence Godber Burton)‏ هو مصرفي وأمين الخزينة وفلاح وسياسي أمريكي، ولد في 14 ديسمبر 1886 في الولايات المتحدة، وتوفي بنفس المكان في 18 يناير 1982. حزبياً، نشط في الحزب الديمقراطي.

## مناصب
- انتخب عضو المجلس المحلي [الإنجليزية]‏ (1942 – 1948).
- انتخب عمدة (1946 – 1948).
- انتخب عضو  [لغات أخرى]‏ (1938 – 1943).
- انتخب عضو مجلس نواب الولايات المتحدة عن ولاية فرجينيا.
- انتخب عضو مجلس النواب الأمريكي (2 نوفمبر 1948 – 3 يناير 1953).